# Violet Barungi
Violet Barungi (sinh ngày 18 tháng 12 năm 1943) là một nhà văn và biên tập viên người Uganda. Bà đã chỉnh sửa một số ấn phẩm do FEMRITE xuất bản. Những cuốn sách được xuất bản của bà bao gồm tiểu thuyết Cassandra. Bà đã từng là Giám đốc sản xuất sách tại Cục Văn học Đông Phi (1972–77), Giám đốc sản xuất sách cao cấp tại Văn phòng Văn học Uganda (1978–94) và biên tập viên tại FEMRITE (1997 cho đến nay).

## Cuộc sống và giáo dục ban đầu
Violet Barungi sinh ra ở quận Mbarara, nay là Quận Ibanda, Tây Uganda. Bà được đào tạo tại trường trung học cấp 2 Bweranyangi Girls, trường trung học Gayaza và trường đại học Makerere ở Kampala, nơi bà tốt nghiệp với bằng danh dự về lịch sử. Bà đã kết hôn và có sáu người con.

## Viết văn
Violet Barungi bắt đầu viết khi còn là sinh viên. Truyện ngắn đầu tiên của bà, "Kefa Kazana", được xuất bản ở xứ Đông Phi, một tuyển tập truyện ngắn do Giáo sư David Cook biên soạn và phát trên BBC năm 1964. Vở kịch của Barungi Over My Dead Body đã giành được Giải thưởng Playwriting mới của Hội đồng Anh cho châu Phi và Trung Đông năm 1997, và sau đó đã được tuyển chọn trong các vở kịch về phụ nữ châu Phi, do Giáo sư Kathy Perkins biên soạn, một chuyên gia về kịch và sân khấu châu Phi.
Các ấn phẩm của bàcô bao gồm The Shadow và Substance (novel) được xuất bản bởi Lake Publishers, Kenya, 1998, Cassandra (tiểu thuyết) được xuất bản bởi FEMRITE Publications Limited, Uganda, 1999, truyện ngắn dành cho trẻ em, bao gồm Tit for Tat và những câu chuyện khác (1997), The Promise (2002), Người anh em họ của chúng tôi từ nước ngoài (2003) và The Boy Who Be King (2004)